# Liste der Baudenkmale in Bergen (Landkreis Celle)
In der Liste der Baudenkmale in Bergen sind alle Baudenkmale der niedersächsischen Stadt Bergen aufgelistet. Die Quelle der Baudenkmale ist der Denkmalatlas Niedersachsen. Der Stand der Liste ist der 20. April 2024.
Siehe auch : Liste der Bodendenkmale in Bergen (Celle)

## Allgemein
In den Spalten befinden sich folgende Informationen:
- Lage: die Adresse des Baudenkmales und die geographischen Koordinaten. Kartenansicht, um Koordinaten zu setzen. In der Kartenansicht sind Baudenkmale ohne Koordinaten mit einem roten Marker dargestellt und können in der Karte gesetzt werden. Baudenkmale ohne Bild sind mit einem blauen Marker gekennzeichnet, Baudenkmale mit Bild mit einem grünen Marker.
- Bezeichnung: Bezeichnung des Baudenkmales
- Beschreibung: die Beschreibung des Baudenkmales. Unter § 3 Abs. 2 NDSchG werden Einzeldenkmale und unter § 3 Abs. 3 NDSchG Gruppen baulicher Anlagen und deren Bestandteile ausgewiesen.
- ID: die Objekt-ID des Baudenkmales
- Bild: ein Bild des Baudenkmales, ggf. zusätzlich mit einem Link zu weiteren Fotos des Baudenkmals im Medienarchiv Wikimedia Commons. Wenn man auf das Kamerasymbol klickt, können Fotos zu Baudenkmalen aus dieser Liste hochgeladen werden:

## Becklingen
| Lage                                      | Bezeichnung              | Beschreibung | ID       | Bild           |
| ----------------------------------------- | ------------------------ | --- | -------- | -------------- |
| Becklingen 4 52° 52′ 1″ N, 9° 54′ 7″ O    | Speicher                 | Freistehender und vollflächig verbretterter Bau unter nach Westen halb abgewalmten Satteldach über Treppenanlage. Viergefachbreiter Fachwerkbau in Hochrähmzimmerung mit eingezapften Ankerbalken. Giebel kragen beidseits aus. Errichtet in erster Hälfte 19. Jh.                                                                                            | 33733345 | BW             |
| Becklingen 4a 52° 52′ 0″ N, 9° 54′ 15″ O  | Häuslingshaus            | Eingeschossiger, traufständiger Fachwerkbau unter ziegelgedecktem Halbwalmdach. Fachwerkgefüge mit Backsteinausfachung und Schwelle-Rähm-Streben zur Eckaussteifung. Unterteilt in Wohn- und Wirtschaftsteil, wobei die ehemalige Längseinfahrt heute zugesetzt ist. Errichtet um 1880.                                                                       | 33733364 | BW             |
| Becklingen 6 52° 52′ 38″ N, 9° 54′ 57″ O  | Brunnen                  | | 33736315 | BW             |
| Becklingen 8 52° 51′ 58″ N, 9° 54′ 13″ O  | Speicher                 | Freistehender Fachwerkbau in Hochrähmzimmerung mit eingezapften Ankerbalken. An südöstlichen Giebelseite kragt das Dach über einfacher Treppenstiege vor. Errichtet 1839 (i). Verlängerung um weiteren Speicherteil mit außermittigem Treppenaufstieg. Unter seitlicher Dachabschleppung offener Unterstand angebaut. Errichtet in zweiter Hälfte des 19. Jh. | 33733383 | Weitere Bilder |
| Becklingen 33 52° 51′ 52″ N, 9° 54′ 18″ O | Wohn-/Wirtschaftsgebäude | Eingeschossiger Fachwerk-Zweiständerbau mit Backsteinausfachung unter ziegelgedecktem Halbwalmdach mit Längseinfahrt, Stichgebälk an südlichen Giebelseite kragt vor, Balkenköpfe und Füllhölzer abgerundet. Im Haus Ofenplatten mit Wappen und springendem Pferd von 1739. Errichtet 1745 (i).                                                               | 33733404 |                |
| Becklingen 33 52° 51′ 53″ N, 9° 54′ 18″ O | Brunnen                  | Brunnenfassung, bestehend aus fünf mit einem Eisenring gefassten Kreissegmenten aus Sandstein. Errichtet 1739. | 33733424 | BW             |
| Becklingen 34 52° 52′ 0″ N, 9° 54′ 18″ O  | Gefallenendenkmal        | Gefallenendenkmal in Form von drei bearbeiteten Findlingen inmitten einer eingezäunten Anlage. Der mittlere und größere Stein mit Inschrift unter dem Eisernen Kreuz wird von zwei kleineren Steinen mit Inschriften flankiert. Errichtet 1951 (i). | 33732628 |                |
| Becklingen 34 52° 52′ 0″ N, 9° 54′ 18″ O  | Spritzenhaus             | Eingeschossiger, freistehender Backsteinbau unter hohlpfannengedecktem Satteldach und Turmaufsatz unter Pyramidendach. Ecklisenen und Tropfenfries an Traufseiten und an östlicher Giebelseite, Giebeldreiecke sowie Turm holzverschalt. Doppeltürige Toreinfahrt im Westen und jeweils ein hohes Rundbogenfenster an den Traufenseiten. Errichtet 1907.      | 33733443 |                |
| Becklingen 34 52° 52′ 0″ N, 9° 54′ 18″ O  | Löschteich               | Auf rechteckigem Grundriss angelegter Löschteich mit Backsteinumrandung und Holzzaun. 1908 errichtet. | 33733462 | BW             |

## Belsen
| Lage                                        | Bezeichnung     | Beschreibung | ID       | Bild |
| ------------------------------------------- | --------------- | --- | -------- | ---- |
| Im Alten Dorf 5 52° 47′ 12″ N, 9° 56′ 18″ O | Treppenspeicher | Freistehender und vollständig verbretterter Fachwerkbau unter Halbwalmdach, in Hochrähmzimmerung mit durchgezapften Ankerbalken. Treppenanlage am hofseitigen Giebel unter vorkragenden Dach. Errichtet 1801 (i).                         | 33732647 | BW   |
| Im Alten Dorf 6 52° 47′ 8″ N, 9° 56′ 15″ O  | Treppenspeicher | Traufständig zur Dorfstraße stehender und vollständig verbretterter Fachwerkbau unter Halbwalmdach, in Hochrähmzimmerung mit durchgezapften Ankerbalken. Treppenanlage am hofseitigen Giebel unter vorkragenden Dach. Errichtet 1806 (i). | 33732668 |      |

## Bergen
| Lage                                            | Bezeichnung                                 | Beschreibung | ID       | Bild           |
| ----------------------------------------------- | ------------------------------------------- | --- | -------- | -------------- |
| Am Friedensplatz 52° 48′ 32″ N, 9° 57′ 45″ O    | Kirche Sankt Lambertus                      | Klassizistischer Saalbau aus verputztem Backsteinmauerwerk mit Vorbau im Westen und Sakristeianbau. Längsseiten durch jeweils fünf hohe rundbogige Fenster gegliedert. Westturm als zweistufiger Aufbau über der Westfassade, mit Kupferverkleidung und über quadratischem und oktogonalen Grundriss, der in einen achtseitigen Spitzhelm mit Seitengiebeln ausläuft. Im Inneren dreiteilige Gliederung mit umlaufender Empore, mittig mit Tonnengewölbe, die Seiten mit Flachdecke. Errichtet 1826/27. 1904/05 Erweiterung nach Osten durch neoromanischen Chor. Westturm stammt von dem Vorgängerkirchenbau aus dem Jahre 1750. An der Außenfassade des Kirchengebäudes findet man noch alte Grabplatten, teils aus dem 17. Jh.                                                                                              | 33732687 | Weitere Bilder |
| Am Friedensplatz 52° 48′ 32″ N, 9° 57′ 45″ O    | Glockenturm                                 | Freistehender hölzerner Glockenturm in Fachwerkkonstruktion mit quaderimitierender Holzverschalung und Pyramidendach in Schieferdeckung. Errichtet 1728. 2020 Glockendach sowie Holzverschalung nach historischem Vorbild erneuert. | 33732687 |                |
| Am Friedensplatz 52° 48′ 33″ N, 9° 57′ 43″ O    | Gefallenendenkmal                           | Denkmal für die Gefallenen des Weltkrieges 1914/18. Geschwungene Wand, zu der zwei Stufen führen und von zwei Säulen eingerahmt wird. Fünf bronzene Inschriftentafeln tragen zweihunderteinundvierzig Namen. Bekrönt von einer Plastik eines gefallenen Kriegers, über den sich ein Soldat mit Stahlhelm beugt. | 33732779 |                |
| Am Friedensplatz 52° 48′ 33″ N, 9° 57′ 44″ O    | Waterloo-Denkmal                            | Obelisk aus Sandstein zur Erinnerung an die Friedensfeier anlässlich der Beendigung der Franzosenzeit (1814). 1865 erneuert zur 50-jährigen Jubelfeier der Schlacht bei Waterloo. (Errichtet 1898) Auf der Rückseite des Sandsteines befindet sich ein gekröntes kursives Monogramm „GR“(Georgius Rex) von Georg V. | 33732730 | Weitere Bilder |
| Am Friedensplatz 52° 48′ 33″ N, 9° 57′ 43″ O    | Gefallenendenkmal                           | Obelisk aus Sandstein und Eisernem Kreuz und Marmortafeln im Sockel, für die Gefallenen des Deutsch-Französischen Krieges 1870/71. | 33732755 |                |
| Am Friedensplatz 7 52° 48′ 35″ N, 9° 57′ 42″ O  | Heimatmuseum Römstedthaus                   | Eingeschossiger Zweiständerbau auf Feldsteinsockel unter Krüppelwalmdach. Dreifeldiges Fachwerkgefüge mit unterschiedlicher Backsteinzierausfachung und Schwelle-Rähm-Streben zur Eckaussteifung sowie mittiger Toreinfahrt und zwei Eingangstüren an den Traufenseiten. Im Inneren erhaltenes Innengerüst und Flettdeelengrundriss sowie kleinteiliger Kieselsteinpflasterung. Errichtet 1809 (i). | 33732803 |                |
| Am Friedensplatz 7 52° 48′ 36″ N, 9° 57′ 41″ O  | Treppenspeicher                             | Zweigeschossiger, vollständig verbohlter Fachwerkbau auf Backsteinsockel unter hohlpfannengedecktem, über der giebelseitigen Außentreppe vorkragendem Satteldach. Im OG geschnitzte Knaggen. Errichtet 1773 (i). | 33732824 |                |
| Am Museum 2 52° 48′ 34″ N, 9° 57′ 40″ O         | ehemalige Gastwirtschaft und Handelsgebäude | Eingeschossiger traufständiger Fachwerkbau unter ziegelgedecktem Halbwalmdach. Dreifeldiges Fachwerk mit Backsteinausfachung und durchgehenden Eckstreben, westliche Giebelseite verbrettert. Über Ladeluke kleiner, überdachter Aufzug. Errichtet um 1820. Ursprünglich Bergen Nr. 16. Heute das Stadtarchiv von Bergen. | 33732843 |                |
| Am Weinberg 3 52° 48′ 42″ N, 9° 57′ 42″ O       | Wohnhaus                                    | | 33733715 |                |
| Belsener Straße 52° 48′ 7″ N, 9° 57′ 20″ O      | Rampe / Bahnstation                         | | 33737221 |                |
| Belsener Straße 14 52° 48′ 24″ N, 9° 57′ 24″ O  | Wohn-/ Wirtschaftsgebäude                   | Traufständiger Fachwerkbau mit Backsteinausfachung und ausmittigem Dielentor unter ziegelgedecktem Halbwalmdach. Am Wirtschaftsteil rechts Anschleppung in Fachwerk. Errichtet Ende 19. Jh. | 33732862 |                |
| Celler Straße 30 52° 48′ 21″ N, 9° 57′ 59″ O    | Wohn-/ Wirtschaftsgebäude                   | Traufständiger Fachwerkbau unter Halbwalmdach mit schwarzen Betondachsteinen. Fachwerkgefüge mit Schwelle-Rähm-Streben und Backsteinausfachungen. Nördlicher Wirtschaftsteil mit Quereinfahrt und verbrettertem Wirtschaftsgiebel. Haustür des Wohnteils original erhalten. Errichtet in erster Hälfte 19. Jh. | 33732881 |                |
| Deichend 3 52° 48′ 36″ N, 9° 57′ 46″ O          | Wohn-/ Wirtschaftsgebäude                   | Giebelständiger Vierständer-Fachwerkbau auf Backsteinsockel unter ziegelgedecktem Halbwalmdach. Fachwerkgefüge mit Schwelle-Rähm-Streben und Backsteinausfachung. Mittige Längseinfahrt mit darüber liegender Ladeluke, im Wohnteil zwei gegenüberliegende Hauseingangstüren an den Traufseiten. Errichtet 1819 (i). Ursprünglich Bergen Nr. 20, heute Standesamt. | 33732900 |                |
| Deichend 14 52° 48′ 39″ N, 9° 57′ 55″ O         | Wohn-/ Wirtschaftsgebäude                   | Giebelständiges Vierständerhaus auf Backsteinsockel unter hohlpfannengedecktem Halbwalmdach. Fachwerkgefüge mit außermittiger Längseinfahrt, zweifeldigen Streben und Backsteinausfachungen. Errichtet 1756 (i). Alte Hofstelle Bergen Nr. 25. Das älteste in seiner ursprünglichen Form erhaltene Vierständerhaus in Bergen. | 33732919 |                |
| Deichend 16 52° 48′ 39″ N, 9° 57′ 57″ O         | Landarbeiterwohnhaus                        | Langgestrecktes, traufständiges, eingeschossiges Fachwerkgebäude auf Backsteinsockel unter ziegelgedecktem Satteldach. Der Dachstuhl ist asymmetrisch ausgebildet. Fachwerkgefüge dreifeldig mit Schwelle-Rähm-Streben und Backsteinausfachungen. Errichtet Anfang des 19. Jh. Für die Offiziere der französischen Besatzungsmacht gebautes Haus, „Franzosenkaserne“ bezeichnet. | 33732938 |                |
| Deichend 17 52° 48′ 40″ N, 9° 57′ 55″ O         | Scheune                                     | Traufständiger Fachwerkbau mit Backsteinausfachungen auf Werksteinsockel unter hohlpfannengedecktem Halbwalmdach. Dreifeldiges Fachwerkgefüge mit gebogenen Eckstreben und außermittiger Längseinfahrt. Ehemalige Scheune, zu Wohnzwecken ausgebaut und 1936 einen Queranbau erhalten hat. Errichtet um 1780. | 33732958 |                |
| Harburger Straße 16 52° 48′ 44″ N, 9° 57′ 38″ O | St. Lamberti Friedhof                       | Älterer Friedhofsteil des St. Lamberti Friedhofs mit polygonaler Grundfläche. Grabsteine aus 19. Jh. und alter Baumbestand. Auf dem Friedhof befindet sich eine Kriegsgräberstätte mit 65 Opfern des Zweiten Weltkriegs und der nationalsozialistischen Gewaltherrschaft. Darunter 39 deutsche Soldaten, die in den Endkämpfen oder durch Krankheit in den Lazaretten in der Nähe von Bergen gestorben sind. Sechs ungarische und 13 deutsche Staatsbürger, vier unbekannte Erwachsene und zwei Kinder und ein jugoslawischer Zwangsarbeiter. | 33732416 |                |
| Harburger Straße 16 52° 48′ 42″ N, 9° 57′ 39″ O | Friedhofskapelle                            | Freistehender rechteckiger Saalbau aus rotem Backstein unter hohlpfannengedecktem Satteldach. Fassadengliederung durch spitzbogige gekoppelte Fenster und Zierfriesen zwischen Lisenen an den Traufenseiten und Zierfriesen an den Giebeln. Errichtet 1883. | 33732977 |                |
| Harburger Straße 17 52° 48′ 40″ N, 9° 57′ 38″ O | Haus Brammer, Wohnhaus                      | Eingeschossiger giebelständiger und unterkellerter Massivbau auf hohem verputzten Sockel unter Krüppelwalmdach. EG in rotem Backsteinmauerwerk mit straßenseitigem, breitem Eingang mittels Doppeltür und flankierenden Fenstern, Giebeltrapez in Fachwerk mit verputzten Gefachen und Durchfensterung der mittleren drei Gefachachsen. An Traufenseiten breite Schleppgauben. Original erhaltene straßenseitige Einfriedung. Errichtet 1910/1911. | 33733692 |                |
| Harburger Straße 28 52° 48′ 48″ N, 9° 57′ 28″ O | Wohnhaus                                    | Zweigeschossiger traufständiger Putzbau unter Satteldach mit Schmuckelementen der Neorenaissance. Seitliche Eingangsfront durch hölzernen Wintergarten, segmentbogenförmige Fensterverdachungen, Festons auf den Brüstungen und Blendnischen mit Figuren verziert. Errichtet um 1870/80. | 33733000 |                |
| Lange Straße 1 52° 48′ 30″ N, 9° 57′ 35″ O      | ehemaliges Amtshaus Bergen mit Gefängnis    | Langgestreckter, zweigeschossiger Gebäudekomplex als Fachwerkbau mit massivem Anbau unter halb abgewalmten Satteldächern. Südlicher, leicht zurückspringende ältere Gebäudeteil als Fachwerkbau auf niedrigen Backsteinsockel errichtet, OG leicht über abgerundeten Balkenköpfen und mit Vierviertelstäben als Rundhölzer vorkragt. Geschossschwelle des anschließenden jüngeren Gebäudeteils in Fachwerk mit Zwerchgaube über dem Eingangsportal wird von Profilbrettern verblendet. Im Norden schließt ein massiver zweigeschossiger Anbau aus rotem Backstein unter Halbwalmdach an. Gesimsband in Geschosshöhe sowie Fenster mit flachen Segmentbögen gliedern den Bau. Errichtet 1709, um 1800 erweitert um den vorspringenden Fachwerkteil, 1853 (i) erweitert durch den Massivbau mit Gefängnistrakt mit Gefängnishof. | 33733019 |                |
| Lukenstraße 1 52° 48′ 31″ N, 9° 57′ 42″ O       | Wohn-/ Wirtschaftsgebäude                   | Freistehendes Vierständerhaus auf verputztem Sockel unter Halbwalmdach. Fachwerkgefüge mit gebogenen Schwelle-Rähm-Streben sowie verputzten Ausfachungen, westliche Giebelseite mit vertikaler Holzverschalung, mittig ein Anbau, an nördlicher Traufenseite Erker vorgebaut. Errichtet 1797 (i). Umbau zu Wohnhaus 1914/15. | 33733038 |                |
| Lukenstraße 1 52° 48′ 31″ N, 9° 57′ 44″ O       | Treppenspeicher                             | Eingeschossiger, freistehender und vollständig verbohlter Fachwerkbau in Hochrähmzimmerung mit durchgezapften Ankerbalken unter reetgedecktem Satteldach. Errichtet 1733/34, 1900 auf Hof Lukenstraße 1 transloziert. | 33733059 |                |
| Lukenstraße 1 52° 48′ 32″ N, 9° 57′ 42″ O       | Remise                                      | | 33733080 |                |
| Lukenstraße 1 52° 48′ 31″ N, 9° 57′ 41″ O       | Mauer                                       | Entlang der Lukenstraße verlaufende Einfriedung als verputzte Mauer, zwischen drei Pfeilern mit Kugelaufsätzen Einfahrt und Eingang. | 33733099 |                |
| Lukenstraße 3 52° 48′ 29″ N, 9° 57′ 42″ O       | Wohn-/ Wirtschaftsgebäude                   | Freistehendes Vierständerhaus auf Backsteinsockel unter Halbwalmdach. Fachwerkgefüge mit mittiger Längseinfahrt, Backsteinausfachungen und dreifeldigen Schwelle-Rähm-Streben zur Eckaussteifung. Errichtet 1796. Um- und Anbauten mit Wintergarten am Wohngiebel und Zwerchhaus über dem Fletteingang von 1908. | 33733121 |                |
| Lukenstraße 3 52° 48′ 29″ N, 9° 57′ 43″ O       | Garten                                      | Garten der ehemaligen Hofanlage östlich des Gebäudes mit Hofbäumen. Wohl ursprünglich als Nutz- und Obstgarten genutzt. | 33732486 | BW             |
| Lukenstraße 5 52° 48′ 26″ N, 9° 57′ 42″ O       | Wohn-/ Wirtschaftsgebäude                   | Freistehender Zweiständer-Fachwerkbau auf Backsteinsockel unter Dach mit Dreiviertelwalm. Mittige Längseinfahrt und Schwelle-Rähm-Streben zur Eckaussteifung. Errichtet 1796. | 33733141 |                |
| Lukenstraße 5 52° 48′ 26″ N, 9° 57′ 40″ O       | Speicher und Remise                         | Vollständig verbohlter Fachwerkbau unter ziegelgedecktem Halbwalmdach. Auskragender Dachgiebel von weit geschweiften Kopfbändern gestützt. Im Nordteil zwei Querdurchfahrten. Errichtet um 1800. | 33733162 |                |
| Lukenstraße 5 52° 48′ 27″ N, 9° 57′ 39″ O       | Pflasterung                                 | Kleinteilige Hofpflasterung von der Lukenstraße zum Wirtschaftsgiebel. | 33733183 |                |
| Lukenstraße 5 52° 48′ 27″ N, 9° 57′ 38″ O       | Baumbestand                                 | Gemischter Laubbaumbestand entlang der historischen Hofpflasterung. | 33732548 |                |
| Mühlendamm 52° 48′ 21″ N, 9° 57′ 43″ O          | Mühlendamm                                  | Erhöhter, gepflasterter Damm entlang des Mühlenteiches zur ehemaligen Wassermühle führend. | 33733222 |                |
| Mühlendamm 52° 48′ 21″ N, 9° 57′ 45″ O          | Mühlenteich                                 | Mühlenteich wird vom Berger Bach gespeist und erstreckt sich nördlich der ehemaligen Wassermühle und wird vom historischen Mühlendamm eingefasst. | 33733203 |                |
| Mühlendamm 2 52° 48′ 26″ N, 9° 57′ 37″ O        | Wohnhaus                                    | Traufständiger, eingeschossiger Fachwerkbau auf niedrigem Sockel, teilweise aus Feldsteinen, teilweise in Ziegel ergänzt, unter Halbwalmdach. Fachwerkgefüge mit Backsteinausfachungen der jeweils drei quadratischen Gefache sowie Schwelle-Rähm-Streben zur Eckaussteifung. Rückwärtig rechtwinklig angefügter Stallanbau unter Satteldach. Errichtet Anfang 19. Jh. | 33733243 |                |
| Mühlendamm 16 52° 48′ 19″ N, 9° 57′ 46″ O       | Wassermühle Bergen                          | Zweieinhalbgeschossiger traufständiger Backsteinbau unter Satteldach. An straßenseitiger Traufenseite mit Zwerchhaus abschließende Eingangsachse mit zwei übereinanderliegenden Ladeöffnungen. Backsteinziersetzungen durch Lisenen und Ecklisenen zur horizontalen Gliederung des kubischen Baus, Deutsches Band über dem EG sowie Ziersetzungen am Ortgang. Am Nord-West-Giebel eingeschossiger Anbau mit Holzverschalung unter Satteldach. Errichtet 1903/04. | 33733262 |                |
| Ringstraße 2 52° 48′ 29″ N, 9° 57′ 30″ O        | Wohn-/ Wirtschaftsgebäude                   | Vierständer-Fachwerkbau auf niedrigem Backsteinsockel mit Rollschicht aus Formsteinen und unter Halbwalmdach. DG über Wohnteil ist ausgebaut und besitzt eine Schleppgaube. Ehemaliger Wirtschaftsteil mit außermittiger Längseinfahrt und darüberliegender Ladeluke. Errichtet in zweiter Hälfte 19. Jh. | 33733283 |                |
| Ringstraße 2 52° 48′ 30″ N, 9° 57′ 31″ O        | Querdurchfahrtsscheune                      | Eingeschossiger, traufständiger Fachwerkbau auf hohen Backsteinsockel mit Rollschicht aus Formsteinen und unter hohlpfannengedeckten Satteldach. Annähernd mittige Querdurchfahrt und gebogenen Schwelle-Rähm-Streben zur Eckaussteifung. Nordgiebel massiv ersetzt bzw. erweitert. Errichtet in zweiter Hälfte 19. Jh. | 33733304 | BW             |
| Römstedtstraße 7 52° 48′ 34″ N, 9° 57′ 35″ O    | Speicher                                    | Zweistöckiger, bündig verbretterter Fachwerkbau unter hohlpfannengedecktem Halbwalmdach. Rähm traufständig mit leicht profiliertem Abdeckbrett, an Giebelseite abgerundet. An Giebelseiten mit Viertelstäben als Füllhölzer. Errichtet 1755 (i). | 33733325 |                |

## Bleckmar (Dageförde)
| Lage                                           | Bezeichnung                              | Beschreibung | ID       | Bild |
| ---------------------------------------------- | ---------------------------------------- | --- | -------- | ---- |
| An der Worth 52° 49′ 47″ N, 9° 56′ 12″ O       | Gefallenendenkmal                        | Pfeiler aus Feldsteinen, auf mehrstufigem Sockel, pyramidal auslaufend. Anlage umzäunt. Errichtet 1922 als Denkmal für die Gefallenen des Ersten Weltkriegs auf der Worth von Bleckmar, Namenstafeln am Pfeiler erinnern hieran; um 1950 um die Tafeln mit den Namen der Gefallenen des Zweiten Weltkriegs ergänzt. | 33733483 |      |
| Bleckmar Dorf 1 52° 49′ 49″ N, 9° 56′ 9″ O     | Wohn-/ Wirtschaftsgebäude / Meiern Hof   | Gebäude unter ziegelgedeckten Halbwalmdach mit Wohnteil, hammerkopfartig dem Wirtschaftsteil vorgebaut. EG des Wohnteils massiv in Backstein auf hohen Natursteinquadersockel mit vorkragendem OG in Fachwerk mit Backsteinausfachungen ausgeführt. Leicht vorkragende Drempelgeschoss zeigt Fußblätter mit Muschelrosetten, Knaggen und Zahnschnittfries. Mittiger Vorbau mit Eingangsveranda und Zwerchhaus. Rückwärtiger Stallteil mit fast mittiger Querdurchfahrt leicht eingezogen und in gleicher Firsthöhe an das Wohnhaus massiv in Backstein auf niedrigen, in Quaderform geputzten Backsteinsockel angebaut. Errichtet 1914/18 nach Entwürfen des Architekten und Zimmermeister Alms. Innenausmalung von Maler Brammer aus Bergen von 1920. | 33733502 |      |
| Bleckmar Dorf 1 52° 49′ 48″ N, 9° 56′ 9″ O     | Scheune                                  | Traufständige dreigefachhohe Fachwerkscheune mit Backsteinausfachungen, drei Querdurchfahrten und hofseitigem Wagenschauer unter hohlpfannengedeckten Halbwalmdach. Errichtet 1892 (i). | 33733523 |      |
| Bleckmar Dorf 1 52° 49′ 50″ N, 9° 56′ 9″ O     | Bienenzaun                               | Im stumpfen Winkel aufgestellte, nach Osten hin offene, nach Westen verbretterte Holzregale unter nach außen abfallenden Pultdach. | 33733544 |      |
| Bleckmar Dorf 2 52° 49′ 46″ N, 9° 56′ 10″ O    | Treppenspeicher / Lenschen Hof           | Treppenspeichergruppe als langgestreckter, voll verbohlter Fachwerkbau unter Satteldach, in Hochrähmzimmerung mit eingezapften Ankerbalken. Ältester Teil 1727 mit Eselsrücken als Türstürze, 1837 nach Osten verlängert und in östlich anschließenden Speicherbau einbezogen. | 33733904 |      |
| Bleckmar Dorf 3 52° 49′ 53″ N, 9° 56′ 10″ O    | Wohn-/ Wirtschaftsgebäude / Ahrns Hof    | Freistehendes eingeschossiges Vierständerhaus auf niedrigem Natursteinquadersockel unter ziegelgedecktem Halbwalmdach. Fachwerkgefüge mit drei annähernd quadratischen Gefachen mit Backsteinausfachung, Schwelle-Rähm-Streben zur Eckaussteifung sowie mittiger Längseinfahrt und jüngeren seitlichen Einfahrten. Westgiebel massiv ersetzt. Errichtet 1827(i). Hof-Familie gehörte 1878 zu den Gründern der St. Johannis Kirchengemeinde. | 33733565 |      |
| Bleckmar Dorf 3 52° 49′ 52″ N, 9° 56′ 12″ O    | Stall                                    | Traufständiges eingeschossiges Fachwerkgebäude auf Natursteinquadersockel mit Backsteinsockel und Formsteinrollschicht unter Halbwalmdach. Zwei-gefachhohe, durchgehende Eckstreben, zwei hofseitige Quereinfahrten. Errichtet 1861. | 33733628 |      |
| Bleckmar Dorf 3 52° 49′ 53″ N, 9° 56′ 13″ O    | Remise                                   | L- förmige eingeschossige Fachwerkbauten unter Satteldächern. Remise als Fachwerkbau mit Backsteinausfachungen auf Putzsockel, mit überhöhten holzverschalten Drempel, drei Querdurchfahrten und hofseitigen Wagenschauer. Im Norden rechtwinklig niedrigeres Werkstattgebäude, holzverschalter Fachwerkbau mit mittiger Ladeluke. Errichtet 1910. | 33733607 |      |
| Bleckmar Dorf 3 52° 49′ 54″ N, 9° 56′ 8″ O     | Treppenspeicher                          | Freistehender Fachwerkbau in Hochrähmzimmerung mit durchgezapften Ankerbalken, auf niedrigem Feldsteinsockel unter Satteldach. Am Nordgiebel unter Dachauskragung mit einfach geschweiften Kopfbändern der Treppenaufgang. Errichtet 1722 (i). | 33733586 | BW   |
| Bleckmar Dorf 10 52° 49′ 54″ N, 9° 56′ 16″ O   | Wohn-/ Wirtschaftsgebäude / Brammers Hof | Vierständerhaus auf brüstungshohem Mauerwerkssockel in Backstein unter ziegelgedecktem Halbwalmdach. Über dem Wohnteil Bandgaube, Wirtschaftsteil mit mittiger Längseinfahrt und darüber liegender Ladeluke. Gebogene Schwelle-Rähm-Streben zur Eckaussteifung. Errichtet 1857 (i). Erstmals 1381 erwähnt. | 33733737 |      |
| Bleckmar Dorf 10 a 52° 49′ 54″ N, 9° 56′ 20″ O | Deputathaus                              | Eingeschossiger traufständiger Fachwerkbau auf hohem Backsteinsockel, mit zwei Wohneinheiten unter Halbwalmdach. Teils mit Ziegeln ausgefacht, tw. verbohlt. Errichtet um 1840. | 33733802 |      |
| Bleckmar Dorf 10 b 52° 49′ 53″ N, 9° 56′ 18″ O | Deputathaus                              | Eingeschossiger allseitig verbohlter Bau unter Halbwalmdach. Neben dem Wohnteil ein Stallteil. Errichtet um 1840. | 33733779 |      |
| Bleckmar Dorf 10 c 52° 49′ 53″ N, 9° 56′ 15″ O | Treppenspeicher                          | Freistehender allseitig verbohlter Fachwerkbau in Hochrähmzimmerung mit durchgezapften Ankerbalken, einseitiger Dachüberstand des hohlpfannengedeckten Satteldaches über der Treppenanlage am Nordgiebel. Entlang der westlichen Längsseite langgestreckter eingeschossiger Anbau unter Schleppdach. Errichtet 1801. | 33733758 |      |
| Dageförde 1 52° 50′ 39″ N, 9° 56′ 42″ O        | Speicher                                 | | 33734020 |      |
| Dageförde 1 52° 50′ 39″ N, 9° 56′ 43″ O        | Treppenspeicher                          | Zweigeschossiges, freistehendes Fachwerkgebäude mit an beiden Giebelseiten vorkragendem Halbwalmdach, welches von einer offenen Konstruktion aus Dach- und Kehlbalken und Kurzständern getragen wird. Errichtet um 1802. | 33734043 |      |
| Dageförde 2 52° 50′ 41″ N, 9° 56′ 46″ O        | Scheune                                  | Traufständiges voll verbohltes Fachwerkgebäude unter einem nach Süden abgewalmten, ziegelgedecktem Satteldach. Das Giebelfeld zur Hofeinfahrt kragt auf geschweiften Kopfbändern vor, und besitzt einen großen Vorschauer zum Hof. Eine Holzstiege führt in das Dachgeschoss. Errichtet um 1850. | 33734065 |      |
| Dageförde 2 52° 50′ 42″ N, 9° 56′ 49″ O        | Doppeltreppenspeicher                    | | 33734084 |      |
| Hinter den Höfen 7 52° 49′ 50″ N, 9° 56′ 17″ O | Wohn-/ Wirtschaftsgebäude                | Giebelständiger Zweiständerbau unter reetgedecktem Halbwalmdach. Fachwerkgefüge mit Schwelle-Rähm-Streben, Backsteinausfachungen und mittiger Längseinfahrt mit darüber liegender Ladeluke im Wirtschaftsteil, leicht erhöhter Wohnteil mit ausgebautem DG. Errichtet 1. Hälfte 19. Jh. 1563 erstmals erwähnt, einziges noch erhaltenes Zweiständerhaus in Bleckmar. | 33733825 |      |
| Hinter den Höfen 7 52° 49′ 51″ N, 9° 56′ 17″ O | Treppenspeicher                          | Langgestreckter vollständig verbohlter Fachwerkbau in Hochrähmzimmerung mit eingezapften Ankerbalken unter Satteldach. Errichtet 1762, später verlängert und Einbau der Treppenanlage. | 33733863 |      |
| Hinter den Höfen 7 52° 49′ 50″ N, 9° 56′ 19″ O | Speicher                                 | Traufständiger Fachwerkbau auf hohem Backsteinsockel, unter hohlpfannengedecktem Halbwalmdach, an Giebelseite zur Hofeinfahrt über Treppenanlage vorkragt. Errichtet 1. Hälfte 19. Jahrhundert. | 33733882 |      |
| Hinter den Höfen 7 52° 49′ 50″ N, 9° 56′ 19″ O | Scheune                                  | Traufständige, zweistöckige Scheune mit vier Querdurchfahrten, auf Backsteinsockel unter Satteldach. EG fachwerksichtig mit Backsteinausfachungen und Schwelle-Rähm-Streben zur Eckaussteifung, OG und Giebel vertikal verbohlt. Errichtet um 1900. | 33733844 |      |

## Diesten (Huxahl)
| Lage                                  | Bezeichnung           | Beschreibung | ID       | Bild |
| ------------------------------------- | --------------------- | --- | -------- | ---- |
| Diesten 2 52° 46′ 54″ N, 10° 2′ 21″ O | Doppeltreppenspeicher | Speichergebäude, bestehend aus zwei aneinander gebauten vollständig verbretterten Fachwerkgebäuden unter Halbwalmdach. In Hochrähmzimmerung mit eingezapften Ankerbalken, Treppenanlage an den äußeren Giebelenden. Errichtet 1. Hälfte 19. Jh.                                                                                                 | 33734105 |      |
| Diesten 3 52° 46′ 55″ N, 10° 2′ 14″ O | Schafstall            | Dreiständerbau auf niedrigem Backsteinsockel und Backsteinausfachung, tw. verbohlt unter ziegelgedecktem Krüppelwalmdach, auf vorkragenden Rähmen mit geschweiften Kopfbändern über dem Westgiebel. Errichtet um 1800. | 33734143 |      |
| Diesten 5 52° 46′ 59″ N, 10° 2′ 10″ O | Scheune               | Zum Wirtschaftshof giebelständiger Fachwerkbau, auf Feldsteinfundamenten, bündig holzverschalt und unter Krüppelwalmdach mit Hohlpfannendeckung. Sechs Gefache lang, in Hochrähmzimmerung, im Westen Scheunenteil mit Längseinfahrt, im Osten Speicherteil mit drei Eingängen. Errichtet 1844 (i). (Die Scheune existiert nicht mehr)           | 33734162 | BW   |
| Diesten 7 52° 46′ 59″ N, 10° 2′ 22″ O | Treppenspeicher       | Freistehendes, vollflächig verbrettertes Fachwerkgebäude unter hohlpfannengedecktem Halbwalmdach. Hochrähmzimmerung mit eingezapften Ankerbalken, Dach kragt an beiden Giebelseiten weit aus, Treppenanlage am Westgiebel. Errichtet 1853. Späterer seitlicher Anbau.                                                                           | 33734182 | BW   |
| Diesten 7 52° 46′ 59″ N, 10° 2′ 23″ O | Backhaus              | Freistehender Fachwerkbau unter nach Südwesten abgewalmten Satteldach, in Unterrähmzimmerung mit aufgekämmten Dachbalken. Laube am Eingangsgiebel dient der trockenen Lagerung von Scheitholz, im Dachraum eine Räucherkammer. An Backraum schließt Ofen unter Dachhaus an. Ofengewölbe aus Lehmziegeln mit Lehmbewurf geformt. Errichtet 1760. | 33734224 |      |
| Diesten 7 52° 47′ 1″ N, 10° 2′ 22″ O  | Treppenspeicher       | Freistehendes, vollflächig verbrettertes Fachwerkgebäude Hochrähmzimmerung mit eingezapften Ankerbalken. Treppe am Westgiebel unter reetgedeckten, vorkragenden und halb abgewalmten Satteldach. Errichtet 1750. | 33734203 |      |
| Huxahl 4 52° 47′ 26″ N, 10° 2′ 41″ O  | Schafstall            | Eingeschossiger Dreiständerbau mit einseitiger Längskübbung auf Findlingssockel unter Halbwalmdach. Durchgehender Stallraum wird von Durchfahrt und Kübbung flankiert. Inneres Gefüge in Unterrähmkonstruktion. Errichtet um 1800. | 33735405 |      |
| Huxahl 6 52° 47′ 31″ N, 10° 2′ 43″ O  | Treppenspeicher       | Freistehender, allseitig verbretterter Fachwerkbau, in Hochrähmzimmerung mit eingezapften Ankerbalken unter Satteldach. Vier Gefache lang, am Mittelständer mit zwei Türen mit Inschriften in den Stürzen. Treppenanlage unter ausladendem Dach im Westen. Errichtet 1786 (i).                                                                  | 33735424 |      |

## Dohnsen (Siddernhausen, Wohlde)
| Lage                                           | Bezeichnung               | Beschreibung | ID       | Bild |
| ---------------------------------------------- | ------------------------- | --- | -------- | ---- |
| Dohnsen 52° 49′ 22″ N, 10° 1′ 20″ O            | Gefallenendenkmal         | Aus Natursteinen errichteter Block, darauf ein großer und vier kleine Findlinge. Errichtet um 1950 für die Gefallenen von Dohnsen und Siddernhausen in beiden Weltkriegen. Mit aus Steinen gestalteten Eisernen Kreuz und Tafel mit Namen der Gefallenen in Richtung Straße.                                                          | 33734243 |      |
| Dohnsen 1 52° 49′ 18″ N, 10° 1′ 36″ O          | Doppeltreppenspeicher     | Freistehender Fachwerkbau in Hochrähmzimmerung mit eingezapften Ankerbalken unter Halbwalmdach, Treppenanlagen an Giebeln unter vorkragenden Dach. Errichtet 1821, Verlängerung um drei Fache Mitte des 19. Jh. | 33734262 | BW   |
| Dohnsen 2 52° 49′ 19″ N, 10° 1′ 31″ O          | Doppelspeicher            | Freistehender Fachwerkbau in Hochrähmzimmerung mit eingezapften Ankerbalken unter Halbwalmdach, Treppenanlagen an Giebeln unter vorkragenden Dach. Errichtet 1821, Verlängerung um drei Fache Mitte des 19. Jh. | 33734281 |      |
| Dohnsen 3 52° 49′ 17″ N, 10° 1′ 25″ O          | Wohn-/ Wirtschaftsgebäude | Traufständiges Vierständerhaus unter ziegelgedecktem Halbwalmdach. Fachwerkgefüge mit Backsteinausfachungen und Andreaskreuzen in den Eckgefachen sowie mittiger Längseinfahrt am Ost-Giebel und Quereinfahrt von Norden, DG im Wohnteil ausgebaut. Errichtet 1855 (i).                                                               | 33734300 |      |
| Dohnsen 3 52° 49′ 18″ N, 10° 1′ 26″ O          | Stall                     | Traufständiger Fachwerkbau auf Backsteinsockel unter Halbwalmdach. Fachwerkgefüge mit Schwelle-Rähm-Streben zur Eckaussteifung, Backsteinausfachungen und mittiger Längseinfahrt im Nordgiebel. Am südlichen Giebel polygonaler, zweigefachhoher Anbau auf hohem Backsteinsockel und unter abgewalmten Schrägdach. Errichtet um 1900. | 33734321 |      |
| Dohnsen 3 52° 49′ 19″ N, 10° 1′ 25″ O          | Scheune                   | Eingeschossiger Fachwerkbau traufständig zur Hoffläche, auf niedrigem Backsteinsockel unter Satteldach. Mittige Längseinfahrt am Ostgiebel, dessen Giebeldreieck holzverschalt und Quereinfahrten an der südlichen Traufenseite. Schwelle-Rähm-Streben zur Aussteifung. Errichtet Ende 19. Jh.                                        | 33734344 |      |
| Dohnsen 15 52° 49′ 28″ N, 10° 1′ 26″ O         | Wohn-/ Wirtschaftsgebäude | Auf niveauausgleichenden Backsteinsockel errichtetes Vierständerhaus unter Halbwalmdach. Dreifeldige Schwelle-Rähm-Streben zur Eckaussteifung, Wirtschaftsteil mit mittiger Längseinfahrt und erhaltener Wetterfahne. Errichtet Ende 19. Jh.                                                                                          | 33734385 |      |
| (Wohlde) Riethwörth 52° 48′ 46″ N, 10° 0′ 4″ O | Gefallenendenkmal         | Natursteinmonolith in gärtnerischer Anlage, umgeben von Feldsteinmauer. Errichtet als Denkmal für die Gefallenen beider Weltkriege um 1950. | 33737161 |      |
| Siddernhausen 2 52° 49′ 45″ N, 10° 1′ 22″ O    | Bienenzaun                | Ein zur inneren Freifläche offenes Holzständerwerk in rechteckiger Anordnung, mit jeweils zwei Regalböden unter Pultdach, rückwärtig geschlossen. | 33736377 |      |
| Siddernhausen 1 52° 49′ 43″ N, 10° 1′ 8″ O     | Treppenspeicher           | Freistehender, allseitig verbretterter Fachwerkbau in Hochrähmzimmerung mit eingezapften Ankerbalken, auf einzelnen Findlingen unter Satteldach. Nordseite kragt über geschweiften Kopfbändern aus, darunter Treppenanlage. Auf Westseite Doppeltür, die linke mit Inschrift und alten Beschlägen. Errichtet 1754 (i).                | 33736396 |      |
| Siddernhausen 2 52° 49′ 43″ N, 10° 1′ 15″ O    | Treppenspeicher           | 1. Hälfte 19. Jh. | 33736415 |      |
| Siddernhausen 2 52° 49′ 43″ N, 10° 1′ 14″ O    | Brunnen                   | Sandsteinbrunnen von ca 1753. | 33736453 | BW   |
| Siddernhausen 3 52° 49′ 39″ N, 10° 1′ 17″ O    | Wohn-/ Wirtschaftsgebäude | Auf niveauausgleichenden Backsteinsockel errichtetes Vierständerhaus unter Halbwalmdach. Dreifeldige Schwelle-Rähm-Streben zur Eckaussteifung, Wirtschaftsteil mit mittiger Längseinfahrt und erhaltener Wetterfahne. Errichtet Ende 19. Jh.                                                                                          | 33736472 |      |
| Siddernhausen 3 52° 49′ 41″ N, 10° 1′ 18″ O    | Schafstall                | Freistehender, eingeschossiger und allseitig verbohlter Fachwerkdreiständerbau mit Längsdurchfahrt unter Halbwalmdach mit Uhlenloch. Errichtet Mitte 19. Jh. | 33736540 |      |
| Siddernhausen 3 52° 49′ 40″ N, 10° 1′ 16″ O    | Treppenspeicher           | | 33736493 | BW   |
| Siddernhausen 3 52° 49′ 40″ N, 10° 1′ 15″ O    | Treppenspeicher           | | 33736516 | BW   |

## Eversen (Feuerschützenbostel, Kohlenbach)
| Lage                                             | Bezeichnung                              | Beschreibung | ID       | Bild |
| ------------------------------------------------ | ---------------------------------------- | --- | -------- | ---- |
| Am Gehege 2 52° 45′ 26″ N, 10° 3′ 9″ O           | Herrenhaus - Gut I                       | Zweigeschossiger Fachwerkbau auf hohem Sockelgeschoss unter ziegelgedecktem Halbwalmdach. An hofseitiger Mittelachse mit Dreiecksgiebel und ovalem Fenster führt zweiläufige Freitreppe mit Podest zum Haupteingang im EG. Zweiflügelige Hauseingangstür mit im Oberlicht hochgestellten Ellipsen als Sprossen. Errichtet 1792. Im Besitz der Familie von Harling, seit dem 14. Jh. in Eversen ansässig.   | 33734404 |      |
| Am Gehege 2 52° 45′ 26″ N, 10° 3′ 7″ O           | Scheune                                  | Westlich des Herrenhauses stehender eingeschossiger Vierständer-Fachwerkbau auf Backsteinsockel unter Halbwalmdach. Fachwerkgefüge mit Backsteinausfachungen und Schwelle-Rähm-Streben, mittige Längseinfahrt sowie Quereinfahrten. Errichtet 1792. | 33734425 |      |
| Am Gehege 2 52° 45′ 27″ N, 10° 3′ 10″ O          | Wirtschaftsgebäude                       | Östlich des Herrenhauses stehender eingeschossiger L-förmiger Vierständer-Fachwerkbau auf Backsteinsockel unter Halbwalmdach. Fachwerkgefüge mit Backsteinausfachungen und Schwelle-Rähm-Streben. Errichtet 1792. | 33734448 |      |
| Am Gehege 2 52° 45′ 25″ N, 10° 3′ 8″ O           | Gutspark Eversen                         | Der Gutspark schließt die Gebäude ein. Mit ca. 150 Jahre alter Eichenallee im Norden und Rhododendronbepflanzung, Gruppen- und Einzelgehölzen an Teichanlage. Westlich schließt Waldpark mit ca. 300 Jahre altem Baumbestand an. | 33734469 |      |
| Am Gehege 2 52° 45′ 23″ N, 10° 3′ 5″ O           | Teich                                    | Der Mühlenteich wird vom Mühlenbach, abgehend von der Örtze, gespeist und erstreckt sich südöstlich und westlich der Gutsanlage. | 33734490 |      |
| Am Gehege 5 52° 45′ 32″ N, 10° 3′ 6″ O           | Wohn-/ Wirtschaftsgebäude                | Eingeschossiges traufständiges Vierständerhaus mit Backsteinausfachungen unter ziegelgedecktem Halbwalmdach. Wirtschaftsgiebel mit mittiger Längseinfahrt und darüber liegender Ladeluke, Schwelle-Ständer-Streben zur Eckaussteifung, Stockwerksschwelle sowie Torsturz mit Inschriften. Errichtet 1853 (i).                                                                                              | 33734509 |      |
| Am Majorshof 3 52° 45′ 24″ N, 10° 2′ 56″ O       | Majorshof - Gut Eversen II               | Eingeschossiger Vierständer-Fachwerkbau auf Findlingsfundament unter Satteldach mit Ziegeldeckung, mit erweitertem, an westlicher Traufenseite eingeschossig vortretendem Wohnteil unter abgeschlepptem Dach. Dielentor zugesetzt. iebel des Wohnteil kragt leicht auf Stichgebälk mit abgerundeten Füllhölzern aus. Darüber verbretterter Steilgiebel. Errichtet in zweiter Hälfte 17. Jh. (1686 ü).      | 33734528 |      |
| Dorfstraße 9 52° 45′ 35″ N, 10° 2′ 39″ O         | Wohn-/ Wirtschaftsgebäude                | Eingeschossiges traufständiges Vierständerhaus mit Backsteinausfachungen unter hohlpfannengedecktem Halbwalmdach. Wirtschaftsgiebel mit mittiger Längseinfahrt und darüber liegender Ladeluke, Schwelle-Rähm-Streben zur Eckaussteifung und Stockwerksschwelle sowie Torsturz mit Inschriften. Errichtet 1882 (i). Erstmals 1381 urkundlich erwähnt und einer der ältesten Höfe in Eversen.                | 33734547 |      |
| Dorfstraße 9 52° 45′ 36″ N, 10° 2′ 40″ O         | Scheune                                  | Eingeschossiger, freistehender Fachwerkbau unter Halbwalmdach, mit Backsteinausfachungen, Schwelle-Rähm-Streben sowie verbrettertem Giebeltrapez. Nach Osten seitliche Anbauten unter Schleppdächern, gen Süden zwei Toreinfahrten. Errichtet 2. Hälfte 19. Jh. | 33734568 | BW   |
| Dorfstraße 11 52° 45′ 36″ N, 10° 2′ 44″ O        | Thölkesche Haus                          | Eingeschossiges traufständiges Vierständerhaus mit Backsteinausfachungen unter ziegelgedecktem Halbwalmdach. Wirtschaftsgiebel mit mittiger Längseinfahrt und darüber liegender Ladeluke, Schwelle-Rähm-Streben zur Eckaussteifung, Stockwerksschwelle sowie Torsturz mit Inschriften. Errichtet 1877 (i). 1907 erste Schankkonzession, ab 1937 mit Kinosaal, 1987 Kulisse für Fernsehsendung „Petticoat“. | 33734608 |      |
| Dorfstraße 11 52° 45′ 36″ N, 10° 2′ 46″ O        | Quer-/Längsdurchfahrtsscheune            | Eingeschossiger, freistehender Fachwerkbau unter Halbwalmdach, mit Backsteinausfachungen, Schwelle-Rähm-Streben, teilverbretterten Fassaden sowie Längs- und Querdurchfahrten. Nach Osten seitliche Anbauten unter Schleppdächern. Errichtet 2. Hälfte 19. Jh. | 33734629 |      |
| Dorfstraße 22 52° 45′ 34″ N, 10° 2′ 43″ O        | Wohn-/ Wirtschaftsgebäude                | Eingeschossiges traufständiges Vierständerhaus mit Backsteinausfachungen unter ziegelgedecktem Halbwalmdach. Wirtschaftsgiebel mit mittiger Längseinfahrt und darüber liegender Ladeluke, Schwelle-Rähm-Streben zur Eckaussteifung, Stockwerksschwelle sowie Torsturz mit Inschriften. Errichtet 1824 (i).                                                                                                 | 33734651 |      |
| Dorfstraße 22 52° 45′ 34″ N, 10° 2′ 42″ O        | Speicher                                 | Freistehendes eingeschossiges und vollständig verbrettertes Fachwerkgebäude in Hochrähmzimmerung mit eingezapften Ankerbalken uns unter Satteldach. Errichtet 1815. | 33734672 | BW   |
| Dorfstraße 23 52° 45′ 30″ N, 10° 3′ 1″ O         | Wohn-/ Wirtschaftsgebäude                | Giebelständiges eingeschossiges Vierständerhaus unter Halbwalmdach. Straßenseitiger Wohnteil mit ausgebauten Dachgeschoss, rückwärtiger Wirtschaftsteil mit Quereinfahrt. Fachwerkgefüge mit Backsteinausfachungen sowie dreifeldigen Schwelle-Rähm-Streben zur Eckaussteifung. Errichtet 1893. | 33734693 |      |
| Dorfstraße 34 52° 45′ 32″ N, 10° 2′ 53″ O        | Wohn-/ Wirtschaftsgebäude                | Eingeschossiger, traufständiger Fachwerkbau als Vierständerbau auf Backsteinsockel unter Halbwalmdach. Wohnteil symmetrisch mit mittigem Zwerchhaus und Wirtschaftsteil sowie mittiger Längseinfahrt und Ladeluke, gebogene Schwelle-Rähm-Streben zur Eckaussteifung. Errichtet 1879 (i), Zwerchhaus über der Fletttür von 1938 (i).                                                                       | 33734731 |      |
| Dorfstraße 36 52° 45′ 30″ N, 10° 2′ 55″ O        | Herrenhaus Gut Eversen III - Kleines Gut | Zweigeschossiger Fachwerkbau auf Sandsteinquadersockel unter Halbwalmdach mit Ziegeldeckung. In beiden Geschossen dreifeldiges Fachwerk mit quadratischen Gefachen in Backsteinausfachung. Hofseitige Front durch Mittelrisalit betont, der mit Giebel abschließt. Errichtet 1700 (ü). Im Besitz der Familie von Harling. 1573 siedelte sich das Rittergut hier auf dem ehemaligen „Beckershof“ an.        | 33734750 |      |
| Feuerschützenbostel 1 52° 44′ 0″ N, 10° 1′ 44″ O | Herrenhaus                               | Eingeschossiger Backsteinbau auf Souterrain mit einfach auskragendem Drempel in Zierfachwerk unter auskragendem Satteldach auf Freigespärre in roter Hohlpfannendeckung. Dreiachsiger Mittelrisalit mit Zwerchhaus unter eigenem Satteldach. Eckquaderung, Fenstereinfassung und Entrée in Putzquaderung, mit vorgelegter Freitreppe. Errichtet 1901 (i).                                                  | 33734835 |      |
| Feuerschützenbostel 1 52° 44′ 3″ N, 10° 1′ 48″ O | Wohn-/ Wirtschaftsgebäude                | Traufständiger Vierständerbau auf Backsteinsockel unter Halbwalmdach, dessen Wirtschaftsgiebel mit mittiger Längseinfahrt und darüber liegender Ladeluke sowie weiteren seitlichen Einfahrten zur Hofauffahrt orientiert ist. Errichtet um 1800. | 33734925 |      |
| Feuerschützenbostel 1 52° 44′ 4″ N, 10° 1′ 48″ O | Scheune                                  | Eingeschossiger Fachwerkbau auf hohem Backsteinsockel unter Halbwalmdach, mit mehreren Quereinfahrten und Stallteil. Fachwerkgefüge mit backsteinsichtigen Gefachen sowie Schwelle-Rähm-Streben. Errichtet um 1900. | 33734902 |      |
| Feuerschützenbostel 1 52° 44′ 3″ N, 10° 1′ 46″ O | Scheune                                  | Eingeschossiger, vollständig verbohlter Fachwerkbau als Vierständerbau mit Längseinfahrt unter Halbwalmdach. Errichtet um 1880. | 33734879 |      |
| Feuerschützenbostel 1 52° 44′ 2″ N, 10° 1′ 44″ O | Pferde- und Hundestall                   | Eingeschossiger massiver Backsteinbau unter Satteldach, vorkragend mit Freigespärre an den Giebelseiten. Errichtet um 1902. | 33734856 | BW   |
| Kohlenbach 52° 43′ 56″ N, 10° 7′ 7″ O            | Forsthaus Kohlenbach                     | Vierständerbau auf Backsteinsockel unter ziegelgedecktem Halbwalmdach. Wirtschaftsteil in Backsteinausfachung mit mittiger Längseinfahrt und darüber liegender Ladeluke, Giebel des Wohnteils verschalt. Errichtet 1753. | 33735583 |      |
| Kohlenbach 52° 43′ 57″ N, 10° 7′ 8″ O            | Zufahrt                                  | Ungepflasterter Feldweg und von alten Bäumen gesäumte Zufahrt, die auf den Wirtschaftsgiebel des ehemaligen Forsthauses Kohlenbach zuführt. | 33735602 |      |
| Kohlenbach 52° 43′ 58″ N, 10° 7′ 10″ O           | Allee                                    | Zweireihige Allee, die die Zufahrt zum Forsthaus Kohlenbach begleitet. Mit altem Baumbestand. | 33732567 | BW   |
| Twechen 8 52° 45′ 9″ N, 10° 3′ 8″ O              | Wohnhaus                                 | Eingeschossiger traufständiger Backsteinbau auf verputztem Sockel unter Krüppelwalmdach. Symmetrische Fassadengliederung mit Ecklisenen, mittiger Hauseingangstür und jeweils drei Fensterachsen unter Stichbögen. Ziersetzungen an Ortgang und Deutsches Band ab den Giebelseiten zur Geschosstrennung. Errichtet nach 1899.                                                                              | 33734769 |      |

## Hagen
| Lage                                | Bezeichnung               | Beschreibung | ID       | Bild |
| ----------------------------------- | ------------------------- | --- | -------- | ---- |
| Hagen 1 52° 49′ 46″ N, 9° 58′ 9″ O  | Großspeicher              | Zweistöckiger Fachwerkbau auf niedrigem Backsteinsockel unter steilem Satteldach. Fachwerkgefüge mit zweifeldigen Schwelle-Rähm-Streben, tw. in Backsteinausfachungen, tw. mit Holzschalung sowie drei Querdurchfahrten. Mächtiger Giebel mit dreifeldigen Schwelle-Ständer-Streben und Ladeluken zu den drei Speicherebenen. Errichtet 1927. Förn Horn Hoff .                             | 33734988 |      |
| Hagen 1 52° 49′ 46″ N, 9° 58′ 6″ O  | Treppenspeicher           | Freistehender und vollständig verbohlter Fachwerkbau unter Satteldach. In Hochrähmzimmerung mit eingezapften Ankerbalken. Treppenanlage unter vorkragenden Dach am Westgiebel. Errichtet 1752. | 33734969 | BW   |
| Hagen 9 52° 49′ 33″ N, 9° 58′ 0″ O  | Wohn-/ Wirtschaftsgebäude | Zur Dorfstraße traufständiger Vierständerbau-Fachwerkbau auf Backsteinsockel, teilweise Natursteinquadersockel unter Halbwalmdach. Dreifeldiges Fachwerk mit Schwelle-Rähm-Streben zur Eckaussteifung, mittiger Längseinfahrt mit darüber liegender Ladeluke und Inschriften. Errichtet 1817.                                                                                              | 33735009 |      |
| Hagen 9 52° 49′ 33″ N, 9° 57′ 57″ O | Scheune                   | Traufständiger eingeschossiger und überwiegend verbohlter Fachwerkbau auf abgetrepptem Backsteinsockel unter Satteldach. Nördliche Traufenseite mit zum Hof weit auskragenden Dach, gestützt durch geschweifte Kopfbänder. Errichtet um 1800. Östlicher Teil massiv erneuert. | 33735030 | BW   |
| Hagen 9 52° 49′ 34″ N, 9° 57′ 58″ O | Treppenspeicher           | Verbohlter Fachwerkbau in Hochrähmzimmerung mit eingezapften Ankerbalken, auf Backsteinsockel unter nach beiden Seiten auskragenden Satteldach, von geschweiften Kopfbändern gestützt. Treppenanlage an der westlichen Giebelseite, auf der nördlichen Traufenseite zwei Doppeltüren. Errichtet 1831 (i), 1930 durch giebelseitigen Anbau erweitert. Nach Süden Fachwerkschuppen angebaut. | 33735053 | BW   |
| Hagen 9 52° 49′ 34″ N, 9° 57′ 55″ O | Backhaus                  | | 33735074 | BW   |
| Hagen 10 52° 49′ 34″ N, 9° 58′ 0″ O | Treppenspeicher           | Freistehender Fachwerkbau unter Satteldach. In Hochrähmzimmerung mit eingezapften Ankerbalken, Treppenanlage im Westen unter dem auskragenden Dach. Bau tw. verbohlt, tw. fachwerksichtig mit Backsteinausfachung. Errichtet 1751, später an beiden Giebelseiten verlängert, wobei man die Treppenanlage einbezog und eine weitere errichtete.                                             | 33735095 |      |

## Hassel
| Lage                                              | Bezeichnung     | Beschreibung | ID       | Bild |
| ------------------------------------------------- | --------------- | ------------ | -------- | ---- |
| Hassel 1 52° 44′ 8″ N, 9° 59′ 29″ O               | Schafstall      |              | 33735152 | BW   |
| Hassel 1 52° 44′ 6″ N, 9° 59′ 28″ O               | Treppenspeicher |              | 33735171 | BW   |
| Hassel 1a 52° 44′ 9″ N, 9° 59′ 30″ O              | Häuslingshaus   |              | 33735133 |      |
| Hassel 28 (Grünewald) 52° 44′ 48″ N, 9° 58′ 38″ O | Treppenspeicher |              | 33734948 |      |

## Nindorf (Widdernhausen)
| Lage                                        | Bezeichnung               | Beschreibung | ID       | Bild |
| ------------------------------------------- | ------------------------- | --- | -------- | ---- |
| Nindorf 52° 50′ 25″ N, 9° 58′ 31″ O         | Gefallenendenkmal         | Am Dorfweiher in Ortsmitte. Es erinnert an Gefallene des Ersten und Zweiten Weltkrieges. | 33735622 |      |
| Nindorf 4 52° 50′ 32″ N, 9° 58′ 29″ O       | Wohn-/ Wirtschaftsgebäude | Zur Hauptstraße giebelständiges Vierständerhaus unter ziegelgedecktem Halbwalmdach. Fachwerkgefüge in Backsteinausfachung mit dreifeldigen Schwelle-Rähm-Streben zur Eckaussteifung, mittiger Längseinfahrt mit darüber liegender Ladeluke. Errichtet 1828 (i).                                                                               | 33735641 |      |
| Nindorf 4 52° 50′ 32″ N, 9° 58′ 26″ O       | Scheune                   | Eingeschossiger, giebelständiger Fachwerkbau auf Backsteinsockel unter Halbwalmdach. Drei-gefachhohe Schwelle-Rähm-Streben, Backsteinausfachung und Quereinfahrten an südlicher Längsseite. Errichtet 1903. | 33735685 | BW   |
| Nindorf 4 52° 50′ 31″ N, 9° 58′ 29″ O       | Treppenspeicher           | An südlicher Grundstücksgrenze freistehendes und allseitig verbohltes Fachwerkgebäude in Hochrähmzimmerung mit eingezapften Ankerbalken. Satteldach kragt über der am Westgiebel liegenden Treppenanlage aus. Errichtet 1798. | 33735662 | BW   |
| Nindorf 4a 52° 50′ 32″ N, 9° 58′ 37″ O      | Häuslingshaus             | | 33735708 | BW   |
| Nindorf 4a 52° 50′ 32″ N, 9° 58′ 36″ O      | Speicher                  | | 33735731 | BW   |
| Nindorf 7 52° 50′ 27″ N, 9° 58′ 33″ O       | Treppenspeicher           | Freistehender, allseitig verbohlter Fachwerkbau unter nach Norden abgewalmten Satteldach, in Hochrähmzimmerung mit eingezapften Ankerbalken. Am Giebelbalken des vorkragenden Halbwalmdaches ist die Treppenkonstruktion aufgehängt. Errichtet 1830.                                                                                          | 33735793 | BW   |
| Nindorf 10 52° 50′ 19″ N, 9° 58′ 33″ O      | Wohnhaus                  | In Ecklage freistehender eingeschossiger Backsteinbau mit allseitig einfach auskragendem Zierfachwerk auf Balkenköpfen am Drempel und zweifach auskragend an den Giebeltrapezen unter Walmdach mit dreiachsigem Zwerchhaus unter eigenem Satteldach mit Freigespärre. Nach Osten zweiflügelige Eingangstür mit Oberlicht. Errichtet 1920 (i). | 53206624 | BW   |
| Nindorf 10 52° 50′ 19″ N, 9° 58′ 32″ O      | Treppenspeicher           | Freistehender zweigeschossiger bündig vertikal verbohlter Fachwerkbau in Hochrähmzimmerung mit durchgezapften Ankerbalken unter nach Süden auskragendem Satteldach mit Außentreppe in roter Hohlpfannendeckung. Errichtet 1743 (i). | 33735812 |      |
| Nindorf 10 52° 50′ 19″ N, 9° 58′ 32″ O      | Brunnen                   | Fünfteilige runde Brunneneinfassung aus Sandstein mit metallenem Band. Errichtet 1746 (i). | 33735831 | BW   |
| Nindorf 12 52° 50′ 25″ N, 9° 58′ 29″ O      | Wohn-/ Wirtschaftsgebäude | Langgestrecktes, traufständiges eingeschossiges Fachwerkgebäude auf niedrigem Backsteinsockel unter Halbwalmdach. Fachwerkgefüge mit Schwelle-Rähm-Streben und in Backsteinausfachung. Errichtet 1903. | 33735850 |      |
| Nindorf 12 52° 50′ 24″ N, 9° 58′ 28″ O      | Stall                     | Eineinhalbgeschossiger, traufständiger Fachwerkbau auf hohem Backsteinsockel unter Satteldach. Unter am Ostgiebel auskragendem Dach Treppenanlage zum Speicherboden. Auf beiden Traufenseiten mehrere Stalltüren mit Oberlicht nebeneinander, Eingangstür führt in befensterten Raum. Errichtet 1906.                                         | 33735874 | BW   |
| Nindorf 12 52° 50′ 24″ N, 9° 58′ 27″ O      | Treppenspeicher           | | 33735897 | BW   |
| Nindorf 14 52° 50′ 29″ N, 9° 58′ 23″ O      | Wohn-/ Wirtschaftsgebäude | Eingeschossiger Vierständer-Fachwerkbau unter Halbwalmdach mit Uhlenlucht, in Backsteinausfachung sowie Schwelle-Rähm-Streben zur Eckaussteifung. Wohnteil mit traufständigem Zwerchhaus unter Satteldach mit außermittigem Fletteingang, Wirtschaftsteil mit mittiger Längseinfahrt und darüber liegender Ladeluke. Errichtet 1902.          | 33735922 |      |
| Nindorf 14 52° 50′ 29″ N, 9° 58′ 22″ O      | Treppenspeicher           | Freistehender allseitig verbohlter Fachwerkbau unter Satteldach. In Hochrähmzimmerung mit durchgezapften Ankerbalken, Treppenanlage unter auskragenden Dach. Errichtet 1745. | 33735990 | BW   |
| Nindorf 14 52° 50′ 29″ N, 9° 58′ 22″ O      | Stall                     | | 33735967 | BW   |
| Nindorf 14 52° 50′ 30″ N, 9° 58′ 25″ O      | Allee                     | Fichtenallee von der Nindorfer Straße ausgehend, Richtung Westen. Von Buchsbaum begleitet, dazwischen Rasenweg. | 33732462 | BW   |
| Widdernhausen 1 52° 51′ 30″ N, 9° 58′ 50″ O | Großspeicher              | Eingeschossiger Fachwerkbau, allseitig verbohlt auf Backsteinsockel unter Krüppelwalmdach. Walm überstehend darunter beidseitig Treppenanlagen. Überstehendes Rähm lagert auf verzierten Kopfbändern. Errichtet laut Inschrift 1821 (i). | 33737098 | BW   |
| Widdernhausen 1 52° 51′ 28″ N, 9° 58′ 51″ O | Treppenspeicher           | Eingeschossiger, allseitig verbohlter Fachwerkbau Hochrähmzimmerung mit eingezapften Ankerbalken, auf Findlingssockel unter Satteldach im Norden mit Treppenanlage unter dem Dachüberstand, überstehendes Rähm mit verziertem Kopfband, gen Süden jüngerer, massiver Anbau, bzw. massiv erneuert. Errichtet 1847 (i).                         | 33737076 | BW   |
| Widdernhausen 2 52° 51′ 24″ N, 9° 58′ 57″ O | Wohn-/ Wirtschaftsgebäude | | 33737119 |      |
| Widdernhausen 2 52° 51′ 23″ N, 9° 58′ 56″ O | Scheune                   | | 33737140 | BW   |

## Offen (Bollersen, Katensen)
| Lage                                          | Bezeichnung           | Beschreibung | ID                              | Bild |
| --------------------------------------------- | --------------------- | --- | ------------------------------- | ---- |
| Alte Straße 10 52° 46′ 11″ N, 9° 59′ 7″ O     | Schule                | Langgestreckter eingeschossiger Fachwerkbau unter Halbwalmdach, mit Backsteinausfachungen und Schwelle-Rähm-Streben. Wirtschaftsteil im Norden mit mittiger Längseinfahrt und darüber liegender Ladeluke. Entlang der Traufenseite zwei Hauseingangstüren, im Süden große Fensterformate sowie mittige Eingangstür an der Giebelseite. Errichtet als Dorfschule in zweiter Hälfte 19. Jh., der durchfensterte südliche Teil ist der alte Schulbereich. Errichtet um 1860, erweitert 1880. | 33736032                        |      |
| Alte Straße 11 52° 46′ 19″ N, 9° 59′ 8″ O     | Treppenspeicher       | Es sind zwei Treppenspeicher aus den Jahren 1744 und 1847 erhalten geblieben. | 33736072/1/-/ 33736051 33736072 |      |
| Bollersen 3 52° 47′ 37″ N, 9° 58′ 46″ O       | Schafstall            | Traufständiger, voll verbohlter Dreiständer-Fachwerkbau mit drei Längsdurchfahrten unter Halbwalmdach, über dem Hof tief abgeschleppt. Errichtet 1760. | 33733925                        |      |
| Bollersen 3 52° 47′ 38″ N, 9° 58′ 44″ O       | Speicher              | Vollständig verbretterter Fachwerkbau unter Halbwalmdach, im Süden an Wohn-/ Wirtschaftsgebäude angebaut. An nördlicher Giebelseite 4 Türen. Errichtet 1861 (i). | 33733944                        | BW   |
| Bollersen 4 52° 47′ 40″ N, 9° 58′ 48″ O       | Speicher              | Vollständig verbohlter Dreiständerbau unter hohlpfannengedecktem Halbwalmdach. Türsturz mit Eselsrücken, Giebelfeld im Norden kragt auf geschweiften Kopfbändern vor. Errichtet 1754. | 33733963                        | BW   |
| Bollersen 8 52° 47′ 29″ N, 9° 58′ 55″ O       | Backhaus              | Freistehender eingeschossiger Fachwerkbau mit Backsteinausfachung und auf Backsteinsockel unter Satteldach, welches nach Nordosten weit vorkragt. Schwelle-Rähm-Streben zur Eckaussteifung. Errichtet um 1800. | 33733982                        | BW   |
| Bollersen 8 52° 47′ 32″ N, 9° 58′ 55″ O       | Treppenspeicher       | Freistehender, eingeschossiger und vollständig verbretterter Fachwerkbau, in Hochrähmzimmerung mit eingezapften Ankerbalken unter ziegelgedecktem Satteldach, welches über der Treppenanlage vorkragt und halb abgewalmt ist. Errichtet 1839, 1939 transloziert. | 33734001                        |      |
| Hauptstraße 10 52° 46′ 11″ N, 9° 58′ 43″ O    | Schafstall            | Eingeschossiger, giebelständiger und allseitig verbohlter Fachwerkbau unter nach Osten halb abgewalmten Satteldach. Straßenseitiger Giebel kragt weit über kräftigen Stichgebälk aus, von geschwungenen Knaggen gestützt. Mit Speicherboden im DG. Errichtet 1720. | 33736093                        | BW   |
| Hinterm Dorf 8 52° 46′ 21″ N, 9° 59′ 0″ O     | Doppeltreppenspeicher | | 33736113                        | BW   |
| Hinterm Dorf 8 b/c 52° 46′ 22″ N, 9° 59′ 5″ O | Doppelhäuslingshaus   | Langgestrecktes eingeschossiges Fachwerkgebäude mit Backsteinausfachung und zweifeldigen Schwelle-Rähm-Streben unter einem hohlpfannengedeckten Satteldach. Errichtet in der zweiten Hälfte des 19. Jahrhunderts. | 33736132                        |      |
| Katensen 1 52° 46′ 42″ N, 10° 0′ 19″ O        | Treppenspeicher       | Freistehendes, allseitig verbohltes Fachwerkgebäude, in Hochrähmzimmerung mit durchgezapften Ankerbalken und unter Satteldach. Treppenanlage am Südgiebel unter vorkragenden Dach. Errichtet 1736. | 33735484                        | BW   |
| Katensen 2 52° 46′ 43″ N, 10° 0′ 24″ O        | Treppenspeicher       | Freistehendes, allseitig verbohltes Fachwerkgebäude in Hochrähmzimmerung mit eingezapften Ankerbalken unter nach Westen abgewalmten Satteldach. Errichtet erste Hälfte 19. Jh. | 33735503                        |      |
| Katensen 3 52° 46′ 37″ N, 10° 0′ 19″ O        | Doppelschafstall      | Breit gelagerter, holzverbohlter Dreiständerbau mit zwei Längsdurchfahrten unter Schopfwalmdach mit gekreuzten Pferdeköpfen. Errichtet 1746 (i). | 33735522                        | BW   |
| Katensen 3 52° 46′ 39″ N, 10° 0′ 21″ O        | Doppelspeicher        | Von der Straße zurückliegender, traufständiger und allseitig verbohlter Fachwerkbau unter Satteldach. Zwei Treppenspeicher, durch ehemaligen Torbalken und durchgehendes Dach miteinander verbunden. Westlicher Teil in Hochrähmzimmerung mit durchgezapften Ankerbalken auf einzelnen Findlingen, doppelte Tür, rechte mit Inschrift. Östlicher Teil in Hochrähmzimmerung mit durchgezapften Ankerbalken auf Findlingssockel unter abgewalmten Dach mit Uhlenlucht. Türsturz mit Eselsrücken, Treppenanlage durch Garageneinfahrt ersetzt. Mittige Treppenanlage des Doppelspeichers unter gemeinsamen Überdach. Errichtet 1692 (i). Erweiterung mit Treppenanlage 1705 (i). | 33735543                        |      |
| Katensen 4 52° 46′ 38″ N, 10° 0′ 32″ O        | Treppenspeicher       | | 33735564                        | BW   |
| Vorm Dorfe 52° 46′ 13″ N, 9° 59′ 2″ O         | Gefallenendenkmal     | Auf einem runden Platz, der mit Feldsteinen eingefriedet ist, sind drei mächtige Findlinge aufgestellt. Den Zugang bildet eine schmiedeeiserne Pforte. Errichtet um 1950 als Denkmal für die Gefallenen der beiden Weltkriege von Offen, die Namen sind auf den Findlingen aufgeführt. | 33736151                        |      |
| Vorm Dorfe 13 52° 46′ 18″ N, 9° 59′ 1″ O      | Speicher              | Allseitig holzverschalter Wandständer-Fachwerkbau in Hochrähmzimmerung mit eingezapften Ankerbalken, auf niedrigem Backsteinsockel, tw. noch mit Feldsteinfundamenten unter Satteldach. An südlicher Traufenseite zwei mittige Eingänge. Errichtet 1817 (i). | 33736211                        | BW   |
| Vorm Dorfe 13 52° 46′ 18″ N, 9° 58′ 58″ O     | Treppenspeicher       | Allseitig holzverschalter und drei Gefache langer Wandständer-Fachwerkbau, in Hochrähmzimmerung mit durchgezapften Ankerbalken, auf Findlingsfundamenten unter Satteldach. Zwei Eingänge unter Stürzen in Eselsrückenform. Treppenanlage unter dem vorkragenden Dach am Nordgiebel. Errichtet 1698 (i). | 33736190                        | BW   |
| Vorm Dorfe 13 52° 46′ 18″ N, 9° 58′ 58″ O     | Treppenspeicher       | | 33736232                        | BW   |
| Vorm Dorfe 13 52° 46′ 18″ N, 9° 59′ 0″ O      | Brunnen               | Neben dem Fletteingang des Bauernhauses stehende fünfteilige Brunnenfassung aus Sandstein. Errichtet 1700. | 33736274                        | BW   |
| Vorm Dorfe 15 52° 46′ 15″ N, 9° 59′ 6″ O      | Scheune               | Freistehender, eingeschossiger und allseitig verbohlter Fachwerkbau in Dreiständerbauweise auf teilweise hohem Backsteinsockel unter Halbwalmdach, welches nach Osten auf ausladenden Rähmen, gestützt von geschwungenen Kopfbändern vorkragt. Mit Speicherboden. Errichtet 1753 (i). | 33736293                        |      |

## Sülze
| Lage                                        | Bezeichnung                                    | Beschreibung | ID       | Bild           |
| ------------------------------------------- | ---------------------------------------------- | --- | -------- | -------------- |
| Am Salinenbach 1 52° 46′ 17″ N, 10° 2′ 8″ O | Treppenspeicher                                | Freistehender allseitig verbohlter Fachwerkbau, auf niedrigem, behauenem Natursteinquadersockel unter nach Süden abgewalmten Satteldach. In Hochrähmzimmerung mit eingezapften Ankerbalken, Treppenaufgang unter Abwalmung, gestützt durch einfach geschweifte Kopfbänder. Eingang unter Eselrückensturz und Inschrift. Errichtet 1723 (i). | 33736580 |                |
| Buhrnstraße 1 52° 46′ 13″ N, 10° 2′ 10″ O   | Treppenspeicher                                | Eingeschossiges, allseitig verbohltes Fachwerkgebäude mit eingezapften Ankerbalken unter Halbwalmdach, welches über der Treppenanlage am Nordgiebel vorkragt. Errichtet 1839. | 33736599 |                |
| Salinenplatz 52° 46′ 16″ N, 10° 2′ 12″ O    | Gefallenendenkmal                              | Obelisk aus Naturstein, Richtung Kirche nach Nordosten angebracht eine Tafel mit den Namen der Gefallenen des Ersten Weltkriegs aus Sülze und Diesten, errichtet um 1920. Um 1950 erweitert um zwei symmetrische Flanken aus Naturstein für Tafeln mit den Namen der Gefallenen des Zweiten Weltkrieges. | 33736637 |                |
| Salinenplatz 10 52° 46′ 16″ N, 10° 2′ 19″ O | Kirche St. Fabian und St. Sebastian            | Rechteckiger Fachwerkbau mit nach Osten abgewalmten Satteldach. Gefache verputzt und weiß gestrichen, Westwand mit Backstein verblendet und ebenfalls verputzt. Hohe spitzbogige Fenster an den Traufenseiten und am Ostgiebel, Eingangsportal im Westen unter flachbogigen Sturz. Über der Westwand risalitartiger Vorsprung in der Breite des Turmes, ein quadratischer Dachreiter aus verputztem Fachwerk mit verschiefertem Turmhelm. Errichtet 1754/55. 1868 nach Osten erweitert. | 33736656 | Weitere Bilder |
| Salinenplatz 10 52° 46′ 16″ N, 10° 2′ 18″ O | Kirche St. Fabian und St. Sebastian (Kirchhof) | Sülzer Kirchhof mit Kopfbäumen und durch Hecken eingefriedet. Südlich der Kirche alte Grabsteine (von 1682 und 1806) erhalten. | 33736677 |                |
| Salinenplatz 10 52° 46′ 17″ N, 10° 2′ 17″ O | Pfarrhaus                                      | Eingeschossiger, traufständiger Fachwerkbau mit Backsteinausfachungen und Schwelle-Rähm-Streben zur Eckaussteifung, unter Halbwalmdach. An östlicher Traufenseite zwei Hauseingänge sowie mittiges Zwerchhaus, von jüngeren Schleppgauben flankiert, Nordfassade holzverschalt. Zur Westseite breites Zwerchhaus. Errichtet 1780. Nach Süden verandaähnlicher Anbau von um 1900. | 33736715 |                |
| Salzstraße 3 52° 46′ 11″ N, 10° 2′ 13″ O    | Altenteil (Wohnhaus)                           | | 33736757 |                |
| Salzstraße 4 52° 46′ 12″ N, 10° 2′ 17″ O    | Wohn-/ Wirtschaftsgebäude                      | Traufständiges Vierständerhaus auf Backsteinsockel, mit mittiger Längseinfahrt mit darüberliegender Ladeluke und unter ziegelgedecktem Halbwalmdach. Über dem Wohnteil auf der westlichen Traufenseite jüngere Schleppgaube. Errichtet 1822 (i). | 33736776 |                |
| Salzstraße 4 52° 46′ 13″ N, 10° 2′ 18″ O    | Treppenspeicher                                | Freistehender allseitig verbohlter Fachwerkbau auf niedrigem Findlingssockel unter Satteldach mit zwei Eingangstüren, Türstürze mit Inschriften. In Hochrähmzimmerung mit eingezapften Ankerbalken. Errichtet 1804 (i). | 33736795 |                |

## Wardböhmen (Hoope, Sehlhof)
| Lage                                            | Bezeichnung                   | Beschreibung | ID       | Bild |
| ----------------------------------------------- | ----------------------------- | --- | -------- | ---- |
| Alte Dorfstraße 3 52° 50′ 58″ N, 9° 54′ 54″ O   | Häuslingshaus                 | | 33736852 |      |
| Alte Dorfstraße 11 52° 51′ 0″ N, 9° 55′ 2″ O    | Landarbeiterwohnhaus          | Traufständiges, eingeschossiges Fachwerkgebäude mit Backsteinausfachungen unter hohlpfannengedeckten Halbwalmdach. Asymmetrisches Fachwerkgefüge mit Schwelle-Rähm-Streben, Ladeluken in den Giebelseiten. Errichtet um 1900. | 33736895 | BW   |
| Alte Dorfstraße 11 52° 51′ 0″ N, 9° 55′ 2″ O    | Stall                         | Giebelständiger eingeschossiger Backsteinbau unter Satteldach, mit hofseitigen Stalltüren unter Segmentstürzen. Giebeldreiecke verbrettert. Errichtet um 1900. | 33736916 | BW   |
| Alte Poststraße 6 52° 50′ 54″ N, 9° 54′ 51″ O   | Scheune                       | Parallel hinter dem Wohn-/ Wirtschaftsgebäude traufständig stehender allseitig bündig verbretterter Fachwerkbau unter Halbwalmdach, mit zwei Querdurchfahrten. Errichtet um 1821. | 33736833 | BW   |
| An der Mehn 4 52° 50′ 54″ N, 9° 54′ 44″ O       | Wohnhaus                      | | 33737057 |      |
| Dageförder Weg 1 52° 51′ 4″ N, 9° 55′ 12″ O     | Treppenspeicher               | | 33736937 |      |
| Hoope 1 52° 50′ 22″ N, 9° 55′ 23″ O             | Wohn-/ Wirtschaftsgebäude     | Eingeschossiger, massiver Backsteinbau auf Natursteinquadersockel unter Halbwalmdach. Wohnteil im Osten, Wirtschaftsteil im Westen mit mittiger Längseinfahrt unter flachem Korbbogen sowie massiven Stallanbau als Querhaus. Über Wohneingang dreiachsiges Zwerchhaus mit einfachem Giebelgesprenge und Zierfachwerk. Errichtet 1893, Umbauten Zwerchgiebel 1913. | 33735190 |      |
| Hoope 1 52° 50′ 23″ N, 9° 55′ 25″ O             | Backhaus                      | Freistehendes, allseitig verbrettertes Fachwerkgebäude auf flachem Feldsteinfundament unter hohlpfannengedecktem Satteldach. Rückwärtig Ofen unter offenem Satteldach. Errichtet 1845 (i). | 33735300 | BW   |
| Hoope 1 52° 50′ 21″ N, 9° 55′ 23″ O             | Brunnenfassung                | | 33735234 | BW   |
| Hoope 1 52° 50′ 24″ N, 9° 55′ 22″ O             | Treppenspeicher               | Verbretterter Fachwerkbau mit durchgezapften Ankerbalken, auf niedrigem Feldsteinsockel unter nach Osten abgewalmten steilen Satteldach mit Stiege als Aufgang. Im Süden im linken Ständerfach Eingang unter Eselsrückensturz. Errichtet 1592/1595 (i). | 33735277 | BW   |
| Hoope 1 52° 50′ 21″ N, 9° 55′ 24″ O             | Treppenspeicher               | Traufständiger vollständig verbohlter Fachwerkbau unter einem an beiden Giebelseiten weit vorkragenden Halbwalmdach. In Hochrähmzimmerung mit eingezapften Ankerbalken und beidseitiger Treppenanlage. Errichtet 1797. | 33735211 | BW   |
| Hoope 1a 52° 50′ 20″ N, 9° 55′ 23″ O            | Altenteil mit Treppenspeicher | Freistehendes allseitig verbohltes Fachwerkgebäude auf Backsteinsockel, in Hochrähmzimmerung mit eingezapften Ankerbalken unter Satteldach. Errichtet 1816 | 33735255 | BW   |
| Hoope 2 52° 50′ 19″ N, 9° 55′ 18″ O             | Treppenspeicher               | Freistehendes allseitig verbohltes Fachwerkgebäude auf Backsteinsockel, in Hochrähmzimmerung mit eingezapften Ankerbalken unter Satteldach. Errichtet 1816. | 33735346 |      |
| Hoope 2 52° 50′ 22″ N, 9° 55′ 18″ O             | Speicher                      | | 33735324 | BW   |
| Hoope 2 52° 50′ 21″ N, 9° 55′ 19″ O             | Brunnenfassung                | Brunnenfassung von 1655 in Form von halbrunden Sandsteinwänden, eingespannt in Eisenring. | 33735365 | BW   |
| Sehlhof 1 52° 50′ 21″ N, 9° 56′ 0″ O            | Treppenspeicher               | Freistehender, eingeschossiger und allseitig verbohlter Fachwerkbau Hochrähmzimmerung mit durchgezapften Ankerbalken unter nach Westen halb abgewalmten Satteldach. Unter vorkragenden Dach am Westgiebel Treppenlage mit Podest. Errichtet 1737, später am rückwärtigen Giebel verlängert.                                                                        | 33736336 |      |
| Sehlhof 2 52° 50′ 23″ N, 9° 55′ 57″ O           | Wohn-/ Wirtschaftsgebäude     | Das Gebäude wurde 1789 in Vierständerbauweise errichtet. Jetzt Bauruine. | 33736358 | BW   |
| Zur Mühle 1 52° 50′ 59″ N, 9° 54′ 39″ O         | Erdholländer-Windmühle        | Erdholländer-Windmühle, erbaut 1877/78 als verputzter und geteerter Backsteinbau durch Mühlenbauer Behn aus Lehrte für Müller Rabe aus Krelingen. In den 1880er Jahren übernommen durch Müller Heinrich Friedrich Otto Röper aus Seppensen/Jesteburg, Veränderungen u.a. durch den Einbau einer Windrose sowie Anlage eines neuen Zufahrtsweges.                   | 33737036 |      |
| Zur Mühle 1 52° 50′ 59″ N, 9° 54′ 40″ O         | Motormühle                    | Motormühle, erbaut 1923 im Auftrag des Müllers Hans Röper. Zweigeschossiger Massivbau in Backsteinbauweise, mit flach geneigtem Walmdach; nordseitig eingeschossiger Nebentrakt in Holzbauweise, Fassade in vertikaler Holzverschalung. | 52158294 | BW   |
| Zwischen den Höfen 3 52° 51′ 0″ N, 9° 54′ 53″ O | Schweinestall mit Küche       | Eingeschossiger, traufständiger Backsteinbau unter Satteldach, mit Zierfriesen an Traufe, Giebel und Ortgang, Ecklisenen und Türöffnungen unter Stichbögen, Ladeluke am Nordgiebel. Errichtet 1902. | 33736979 |      |
| Zwischen den Höfen 7 52° 51′ 3″ N, 9° 54′ 56″ O | Häuslingshaus                 | Allseitig holzverschalter Fachwerkbau in Hochrähmzimmerung mit eingezapften Ankerbalken unter Halbwalmdach, mit Schmuckelementen in Form von ausladenden Rähmen auf geschweiften Kopfbändern und Stabwerkgeländer am Treppenpodest. Errichtet 1837 (i). | 33736998 |      |
| Zwischen den Höfen 7 52° 51′ 3″ N, 9° 54′ 57″ O | Speicher                      | Allseitig holzverschalter Fachwerkbau in Hochrähmzimmerung mit eingezapften Ankerbalken unter Halbwalmdach, mit Schmuckelementen in Form von ausladenden Rähmen auf geschweiften Kopfbändern und Stabwerkgeländer am Treppenpodest. Errichtet 1837 (i). | 33737017 | BW   |
| Zwischen den Höfen 9 52° 51′ 3″ N, 9° 54′ 59″ O | Treppenspeicher               | Freistehender allseitig verbohlter Fachwerkbau in Hochrähmzimmerung mit durchgezapften Ankerbalken, auf Ziegelpunktfundamenten unter nach beiden Seiten auskragenden Satteldach. Treppenanlage am Südgiebel. Errichtet 1739. | 33736876 | BW   |
| Zwischen den Höfen 52° 51′ 0″ N, 9° 54′ 54″ O   | Gefallenendenkmal             | 1948 erbaut. Es erinnert an die Gefallenen des Ersten und Zweiten Weltkrieges. | 33736814 |      |

## Ehemalige Baudenkmale
| Lage                                                           | Bezeichnung               | Beschreibung | ID       | Bild           |
| -------------------------------------------------------------- | ------------------------- | --- | -------- | -------------- |
| (Becklingen) vormals Becklingen 21 52° 52′ 14″ N, 9° 53′ 52″ O | Teehäuschen               | Das Teehaus stand früher in Achterberg und wurde mit Einrichtung des Truppenübungsplatzes ursprünglich in Becklingen neu aufgebaut. Das Teehaus steht hier heute nicht mehr.                                                                   |          |                |
| (Belsen) Hof Nr. 5 52° 47′ 12″ N, 9° 56′ 17″ O                 | Treppenspeicher           | Zum Hof Nr. 5 gehören ein Zweiständerhaus mit Kübbungen sowie ein Treppenspeicher von 1801. Dieser wurde in Hochrähmzimmerung mit eingezapften Ankerbalken gebaut.                                                                             | 33732647 |                |
| (Belsen) Hof Nr. 6 52° 47′ 7″ N, 9° 56′ 14″ O                  | Treppenspeicher           | Der Treppenspeicher stammt aus dem Jahr 1806 und wurde in Hochrähmzimmerung mit eingezapften Ankerbalken gebaut. | 33732668 |                |
| (Bergen) Lukenstraße 52° 48′ 31″ N, 9° 57′ 40″ O               | Straßenverlauf            | |          |                |
| (Bleckmar) Hof Nr. 4 52° 49′ 49″ N, 9° 56′ 11″ O               | Denkmalgruppe/Tietjen Hof | 1563 erstmals erwähnt, einziges noch erhaltenes Zweiständerhaus in Bleckmar Zur Denkmalgruppe gehören die Denkmalobjekte Wohn-/Wirtschaftsgebäude ID 33733825, Speicher ID 33733882, Scheune ID 33733844 und Stall/Treppenspeicher ID 33733863 | 33729736 |                |
| (Bleckmar) Hof Nr. 5 52° 49′ 56″ N, 9° 56′ 14″ O               | Wohnhaus                  | jetzt Seniorenwohnsitz Meißetal |          |                |
| (Bleckmar) Hof Nr. 7 52° 49′ 56″ N, 9° 56′ 14″ O               | Wohnhaus                  | jetzt Seniorenwohnsitz Meißetal |          | BW             |
| (Bleckmar) Hinter den Höfen 6 52° 49′ 49″ N, 9° 56′ 22″ O      | Gehrken Hof               | erste Erwähnung 1550, gehörte wahrscheinlich zum Billunger Gut |          |                |
| (Bleckmar) Im Meißetal 6 52° 49′ 45″ N, 9° 56′ 12″ O           | Kuhlmanns Hof             | Hallenhaus in Vierständerbauweise, erste Erwähnung 1563, wahrscheinlich Teil des Billunger Gutes |          | Weitere Bilder |
| (Dohnsen) Hof Nr. 4 52° 49′ 19″ N, 10° 1′ 20″ O                | Hof                       | |          |                |
| (Eversen) Dorfstraße 10 52° 45′ 40″ N, 10° 2′ 28″ O            | Hof                       | |          |                |
| (Hagen) Hof Nr. 3 52° 49′ 36″ N, 9° 58′ 31″ O                  | Gutshof                   | |          |                |
| (Sülze) Am Damm 1 52° 46′ 14″ N, 10° 2′ 19″ O                  | Wohnhaus                  | Bei dem Wohnwirtschaftsgebäude handelt es sich um ein Zweiständerhaus aus dem Jahr 1754. |          |                |
| (Sülze) Butterberg 7 52° 46′ 6″ N, 10° 2′ 7″ O                 | Wohnwirtschaftsgebäude    | Bei dem Haus handelt es sich um ein giebelständiges Wohnwirtschaftsgebäude, welches 1854 errichtet wurde. |          |                |